# Verknüpfung (Mathematik)

Illustration einer zweistelligen Verknüpfung, die aus den zwei Argumenten und das Ergebnis zurückgibt.

In der Mathematik wird Verknüpfung als ein Oberbegriff für diverse Operationen gebraucht: Neben den arithmetischen Grundrechenarten (Addition, Subtraktion usw.) werden damit etwa auch geometrische Operationen (wie Spiegelung, Drehung u. a.) sowie weitere Rechenoperationen bzw. gelegentlich auch logische Operatoren erfasst. Eine Verknüpfung legt fest, wie mathematische Objekte gleicher oder ähnlicher Art miteinander ein weiteres Objekt bestimmen. Bei einer relativ kleinen Anzahl von Elementen und einer Verknüpfung mit nur wenigen wie beispielsweise zwei Stellen, an denen Elemente als Operanden stehen können, ist diese Festlegung übersichtlich durch eine Verknüpfungstafel möglich, in der z. B. für eine 2-stellige Verknüpfung alle möglichen Paarungen aufgeführt sind und jeweils deren Resultat angegeben wird, das Ergebnis des Rechnens.
Das Wort Verknüpfung wird auch verwendet, um die Hintereinanderausführung (Verkettung) von Funktionen zu bezeichnen.

## Allgemeine Definition
Für eine natürliche Zahl {\displaystyle n} seien {\displaystyle n} Mengen {\displaystyle A_{1},\dotsc ,A_{n}} und eine weitere Menge {\displaystyle B} gegeben. Dann wird jede Abbildung des kartesischen Produkts {\displaystyle A_{1}\times \dotsb \times A_{n}} nach {\displaystyle B} als {\displaystyle n}-stellige Verknüpfung bezeichnet. Eine solche Verknüpfung ordnet also jedem {\displaystyle n}-Tupel {\displaystyle (x_{1},\dotsc ,x_{n})} mit {\displaystyle x_{1}\in A_{1},\;\dotsc ,\;x_{n}\in A_{n}} eindeutig ein Element der Menge {\displaystyle B} zu. Selbstverständlich können die Mengen {\displaystyle A_{1},\dotsc ,A_{n}} und {\displaystyle B} teilweise oder ganz übereinstimmen.
Im Sonderfall, dass nur {\displaystyle B} vorkommt, also {\displaystyle A_{i}=B\ \mathrm {f{\ddot {u}}r} \ 1\leq i\leq n,} wird die Verknüpfung
{\displaystyle \underbrace {B\times \dotsb \times B} _{n{\text{-mal}}}\to B}
innere {\displaystyle n}-stellige Verknüpfung oder {\displaystyle n}-stellige Operation auf {\displaystyle B} genannt. Kommt {\displaystyle B} wenigstens einmal unter den {\displaystyle A_{i}} vor, etwa
{\displaystyle A_{i}\neq B\ \mathrm {f{\ddot {u}}r} \ 1\leq i\leq m} und {\displaystyle A_{i}=B\ \mathrm {f{\ddot {u}}r} \ m+1\leq i\leq n}
für ein {\displaystyle m} mit {\displaystyle 0\leq m<n,} so heißt die Verknüpfung äußere {\displaystyle n}-stellige Verknüpfung auf {\displaystyle B} mit Operatorenbereich {\displaystyle A_{1}\times \dotsb \times A_{m}}. Die Elemente von {\displaystyle A_{1}\times \dotsb \times A_{m}} heißen dann Operatoren.
Eine innere {\displaystyle n}-stellige Verknüpfung auf {\displaystyle B} kann man auch als äußere zweistellige Verknüpfung auf {\displaystyle B} mit dem Operatorenbereich {\displaystyle B^{n-1}} betrachten.
Jede {\displaystyle n}-stellige Verknüpfung kann als {\displaystyle (n+1)}-stellige Relation aufgefasst werden.

## Beispiele
- Die durch

{\displaystyle (x,y,z)\mapsto {\frac {x+y}{z^{2}+1}}}
definierte Abbildung von {\displaystyle \mathbb {R} \times \mathbb {R} \times \mathbb {R} } nach {\displaystyle \mathbb {R} } ist eine dreistellige Verknüpfung bzw. innere dreistellige Verknüpfung auf {\displaystyle \mathbb {R} }.
- Ist {\displaystyle f} eine Abbildung von {\displaystyle \mathbb {R} } nach {\displaystyle \mathbb {R} }, so ist durch

{\displaystyle *\colon \,\{f\}\times \mathbb {R} \to \mathbb {R} ,\,(f,x)\mapsto f*x:=f(x)}
(jedem aus der Abbildung {\displaystyle f} und einem Element {\displaystyle x} aus {\displaystyle R} gebildeten Paar wird das Bild dieses Elementes unter der Abbildung {\displaystyle f} zugeordnet)
eine äußere zweistellige Verknüpfung auf {\displaystyle \mathbb {R} } mit Operatorenbereich {\displaystyle \{f\}} und dem einzigen Operator {\displaystyle f} gegeben.

## Nullstellige Verknüpfungen
Als eine nullstellige Verknüpfung von einer Menge {\displaystyle A} nach einer Menge {\displaystyle B} kann eine Abbildung von {\displaystyle A^{0}} nach {\displaystyle B} angesehen werden. Es gilt
{\displaystyle A^{0}=A^{\emptyset }=\{f\mid f\colon \,\emptyset \to A\}=\{\emptyset \}=\{0\}=1,}
daher lässt sich jede dieser Abbildungen wie folgt angeben:
{\displaystyle \operatorname {c} _{b}\colon \{\emptyset \}\to B,\,\emptyset \mapsto b,} für ein {\displaystyle b\in B.}
Jede nullstellige Verknüpfung ist damit konstant und {\displaystyle \operatorname {c} _{b}\in B^{\{\emptyset \}}=B^{1}} lässt sich wiederum als die Konstante {\displaystyle b\in B} auffassen.
Da stets {\displaystyle B^{0}=\{\emptyset \}} gilt, kann jede nullstellige Verknüpfung {\displaystyle \{\emptyset \}\to B} als innere Verknüpfung auf {\displaystyle B} betrachtet werden: {\displaystyle B^{0}\to B.}

## Einstellige Verknüpfungen
Einstellige Verknüpfungen sind Abbildungen einer Menge {\displaystyle A} nach einer Menge {\displaystyle B}.

### Beispiele
- Gegeben sei eine Menge {\displaystyle A}. Für jedes Element {\displaystyle X} der Potenzmenge {\displaystyle {\mathcal {P}}(A)}, also für jede Teilmenge {\displaystyle X} von {\displaystyle A}, sei definiert:

{\displaystyle {}^{\operatorname {c} }\colon {\mathcal {P}}(A)\to {\mathcal {P}}(A),X\mapsto X^{\operatorname {c} }:=A\setminus X} (Komplement von {\displaystyle X}).
- Die Sinusfunktion

{\displaystyle \sin \colon \mathbb {R} \to \mathbb {R} ,x\mapsto \sin(x),}
ist eine einstellige Verknüpfung.

## Zweistellige (binäre) Verknüpfungen
Besonders häufig wird der Begriff „Verknüpfung“ im Sinn einer zweistelligen Verknüpfung verwendet. Wichtige Spezialfälle sind innere und äußere Verknüpfungen. Zweistellige Verknüpfungen werden oft in Infixschreibweise notiert, also durch ein zwischen den beiden Operanden stehendes Symbol wie etwa ein Pluszeichen.

## Drei- und mehrstellige Verknüpfungen
Eher selten spricht man von drei- und mehrstelligen Verknüpfungen. Beispiele für eine dreistellige Verknüpfung sind:
- die Abbildung, die je drei Vektoren aus dem {\displaystyle \mathbb {R} ^{3}} ihr Spatprodukt (aus {\displaystyle \mathbb {R} }) zuordnet und
- die Ternärverknüpfung in einem Ternärkörper.

## Partielle Verknüpfungen
Wird in der obigen Definition für (totale) Verknüpfungen der Begriff der (total verstandenen) Abbildung durch partielle Abbildung ersetzt, dann spricht man von einer partiellen Verknüpfung. Es ist dann erlaubt, dass nicht allen Elementen des Definitionsbereichs ({\displaystyle n}-Tupel-Kombinationen) ein Verknüpfungswert (d. h. Bildwert, Funktionswert) zugeordnet wird.

## Verknüpfungen in der Algebra
Verknüpfungen dienen in der Algebra dazu, algebraische Strukturen zu definieren. Die Verknüpfungen müssen dabei bestimmte Bedingungen (Axiome) erfüllen.
Bei partiellen Algebren sind auch partielle Verknüpfungen zugelassen.
Zum Beispiel ist eine Halbgruppe eine Menge mit einer inneren zweistelligen Verknüpfung, die das Assoziativgesetz erfüllt. Die Forderung, dass das Ergebnis der Verknüpfung wieder Element der gegebenen Menge sein soll (Abgeschlossenheit), ist bereits in der Definition der inneren Verknüpfung enthalten.